# Instituto Federal do Espírito Santo
O Instituto Federal de Educação, Ciência e Tecnologia do Espírito Santo (Ifes) é uma instituição pública federal brasileira, vinculada ao Ministério da Educação, que oferece ensino médio integrado a cursos técnicos, cursos técnicos separados concomitantes ou subsequentes ao ensino médio, cursos superiores, pós, especializações e mestrado e é  uma das Instituições de Ensino de maior prestígio no Brasil, além de ensino de excelência, tendo as maiores notas do Enem.
O Ifes foi formado mediante integração do Centro Federal de Educação Tecnológica do Espírito Santo e da Escola Agrotécnica Federal de Alegre, Escola Agrotécnica Federal de Colatina e Escola Agrotécnica Federal de Santa Teresa.

## Missão
A missão do Ifes é a promoção da educação profissional pública de excelência, integrando ensino, pesquisa e extensão, para a construção de uma sociedade democrática, justa e sustentável.

## Unidades
A reitoria do Ifes está instalada em Vitória, no bairro de Santa Lúcia. O Instituto tem 21 campi em funcionamento, tendo unidades em Alegre, Aracruz, Barra de São Francisco, Cachoeiro de Itapemirim, Cariacica, Colatina, Guarapari, Ibatiba, Itapina, Linhares, Montanha, Nova Venécia, Piúma, Santa Teresa, Santa Maria de Jetibá, São Mateus, Serra, Venda Nova do Imigrante, Viana, Vila Velha e Vitória.

## Formas de ingresso

### Ensino médio
Para fazer o ensino médio integrado ao ensino técnico é lançado um edital anualmente, em meados de agosto.

### Ensino técnico
Para fazer um curso técnico concomitante ou subsequente ao ensino médio, os interessados devem passar em um processo seletivo aberto no meio e no final do ano.

### Ensino superior
Para fazer um curso superior, os interessados devem ser selecionados pelo Sistema de Seleção Unificada (Sisu) com base na nota do Exame Nacional do Ensino Médio (Enem). São abertas duas seleções anualmente.

### Pós-graduaçãolato sensuestricto sensu
Por meio de processo seletivo lançado durante o ano.